# Ashill (Norfolk)
Ashill – wieś w Anglii, w hrabstwie Norfolk, w dystrykcie Breckland. Leży 35 km na zachód od Norwich i 137 km na północny wschód od Londynu.
W 2001 miejscowość liczyła 1426 mieszkańców.